# Llista de lutiers

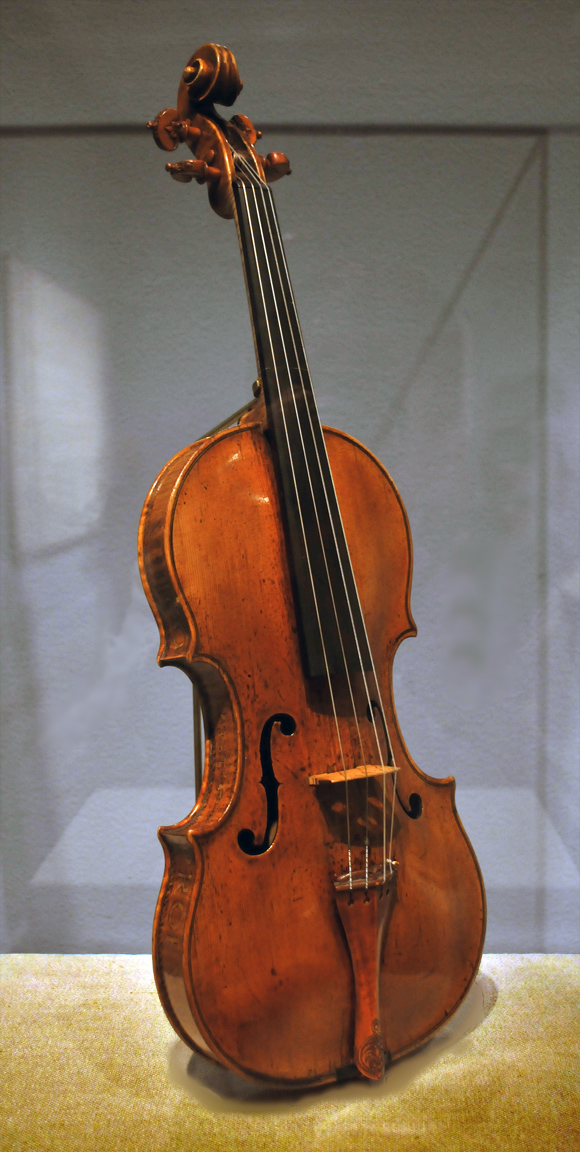
Amati. Violí fabricat el 1558.

Per motius molt diferents és interessant poder consultar alguns constructors d'instruments musicals agrupats en una llista. La relació present classifica lutiers de totes les èpoques segons dues llistes:
- llista de lutiers notables fins a final del segle xix, per ordre alfabètic
- llistes segons la família d'instruments que varen construir o construeixen. Ordenats per ordre alfabètic i per territoris (constructors de violins) o ciutats (constructors de guitarres).

(Nota: La no inclusió d'algun lutier és involuntària i no pressuposa menysteniment).

## Llista de lutiers notables (fins a final del segle XIX)
- Jesús Prada
- Joan Maria da Bressa
- Giovan Giacomo Dalla Corna
- Giovanni Dollenz
- Daniel de Laude
- Guglielmo Frigiadi
- Francesco Inverardi

- Battista Laffranchi
- Fiorino Inverardi
- Zanetto Micheli
- Pellegrino Micheli
- Giovanni Micheli
- Battista Micheli
- Francesco Micheli
- Battista Doneda
- Gasparo da Salò
- Nicolò Amati
- Antonio e Girolamo Amati
- Carlo Bergonzi (lutier)
- Nicola Bergonzi
- Goffredo Cappa
- Paulus Castello
- Gagliano family of luthiers
- Francesco Goffriller
- Matteo Goffriller
- Giovanni Grancino
- Giovanni Battista Guadagnini
- Andrea Guarneri
- Giuseppe Guarneri figlio di Andrea
- Giuseppe Guarneri del Gesu
- Giuseppe Giovanni Battista Guarneri
- Pietro Guarneri
- Pietro Giovanni Guarneri
- Klotz
- Carlo Ferdinando Landolfi
- Nicolas Lupot
- Johann Kulik
- Giovanni Paolo Maggini
- Vincenzo Panormo
- Giuseppe Pelizzon
- Giovanni Francesco Pressenda
- Giuseppe Rocca
- Giovanni Battista Rogeri
- Francesco Ruggieri detto il Per
- Santo Serafin
- Anastasios Stathopoulo and sons
- Jacob Steiner
- Lorenzo Storioni
- Antonio Stradivari
- Testore
- Tieffenbrucker
- Jean-Baptiste Vuillaume
- Girolamo Virchi
- Abraham Prescott

## Família del violí (violers)
Agrupats per territoris.

### Itàlia
- Amati. Família Amati.
- Gasparo da Salò (1540-1609)
- Giovanni Paolo Maggini (1580-1632)
- Andrea Guarneri (1623/26-1698) i la seva descendència (1698-1744)
- Francesco Ruggieri (1630-1698)
- Antonio Stradivari (1644-1737)
- Giambattista Rogeri (1650-1730) i Pietro Giacomo Rogeri
- Domenico Montagnana (1686-1750)
- Giovanni Battista Guadagnini (1711-1786)
- Lorenzo Storioni (1744-1816)
- Giovanni Francesco Pressenda (1777-1854)
- Testore (Família) (segle xviii)
- Guadagnini (violers) (segle finals segle XVII-mitjan segle XX)

### Catalunya
- Auger, Pablo. Pablo Auger
- Bagué i Soler, David. David Bagué i Soler
- Maire Bretón, Étienne. Étienne Maire Bretón
- Maire Clarà, Étienne. Étienne Maire Clarà
- Marquès, Josep. Josep Marquès (lutier)
- Marquès i Casademont, Salvador. Salvador Marquès i Casademont
- Parramon i Castany, Ramon. Ramon Parramon i Castany

## Família de la guitarra (guitarrers)

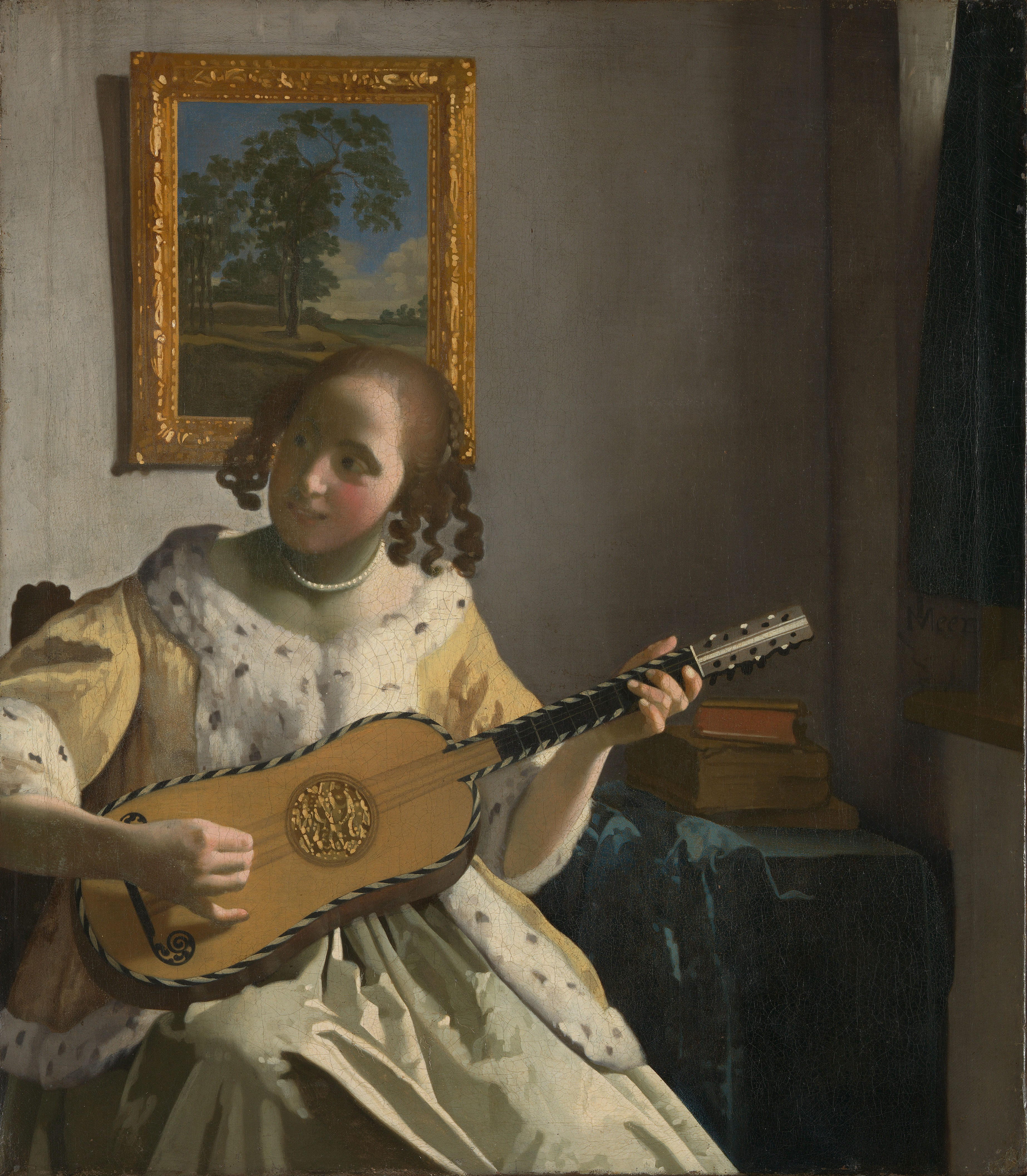
La guitarrista, quadre de Johannes Vermeer (c. 1672)

Agrupats per ciutats on tingueren (o tenen) l'obrador principal.

### Barcelona
- Estruch i Pipó, Joan. Guitarres Juan Estruch
- Fleta, Ignacio. Ignacio Fleta

### Madrid
- Bernabé, Paulino. Paulino Bernabé

### Sevilla
- Torres Jurado, Antonio. Antonio de Torres Jurado. També a Almeria i Barcelona.

### València
- Ibáñez, Salvador. Salvador Ibáñez

### San José de Costa Rica
- Jesús Prada. Jesús Prada
- Manuel Prada. Manuel Prada

- José Pagés